# 9135 Lacaille
9135 Lacaille è un asteroide della fascia principale. Scoperto nel 1960, presenta un'orbita caratterizzata da un semiasse maggiore pari a 2,3099642 UA e da un'eccentricità di 0,1323913, inclinata di 6,46154° rispetto all'eclittica.